# Fuente de la Puerta del Campo
La fuente de la Puerta del Campo fue la primera fuente pública de la ciudad de Valladolid (España) mandada construir por el Ayuntamiento, abastecida por el viaje de aguas de Las Marinas, en 1497. Estaba situada a las afueras de la puerta del Campo, cercana al hospital de la Resurrección. El proyecto era que a partir de este enclave llegase el suministro de agua hasta la plaza del Mercado (futura plaza Mayor) donde ya se había hecho a la espera la arquitectura de otra fuente. En 1759 la fuente desapareció y sus materiales sirvieron para construir un puente sobre el río Esgueva en el Prado de la Magdalena.

## Las dos fuentes
Primera fuente
La fuente de la Puerta del Campo era también conocida como fuente del Campo o fuente del Cristo por estar situada cerca del humilladero o ermita del Cristo. Fue la primera fuente pública que tuvo la ciudad de Valladolid y se tiene noticia de ella desde 1497;  se construyó a instancias del Ayuntamiento como un primer paso para que el viaje continuara hasta la plaza del mercado. Pero este proyecto se quedó sin realizar porque hubo muchas dificultades, problemas y falta de peculio para realizar una obra que era de gran envergadura. La fuente se abasteció con la traída de aguas de la finca de Las Marinas (junto a la finca de Argales) al sur de la ciudad. Los monjes de san Benito ya habían conseguido desde Argales el agua para su fuente particular del monasterio y en este caso cedió al Ayuntamiento el permiso para hacer uso del manantial de Las Marinas.
Desde sus comienzos tuvo gran utilidad pública. Acudían a ella tanto las mujeres de la mancebía cuyo edificio se hallaba allí mismo como las mujeres de la ciudad y había siempre problemas de orden público y protestas por considerar que no era de recibo que en la fuente se mezclaran unas mujeres y otras por lo que las autoridades obligaron a la mancebía a respetar ciertas reglas y a abrir una puerta por la parte de atrás del inmueble con el fin de que hubiera menos contacto. El problema se terminó en 1553 cuando el local pasó a ser de mancebía a hospital de la Resurrección.
Esta primera fuente era de piedra y tenía varios caños. Estaba situada hacia la izquierda según se salía de la puerta del Campo, apoyada en la manguardia del río Esgueva. Tenía un pequeño frontal rematado por un frontón que estaba adornado con tres bolas de piedra. Los caños desaguaban en un pilón que servía a su vez de abrevadero. Subsistió bien que mal hasta 1862 en que fue derribada seguramente como consecuencia de la edificación de algunas viviendas en aquella zona.
Segunda fuente
El segundo o nuevo viaje de Argales tuvo lugar en 1583 por la concesión de los monjes de san Benito al Ayuntamiento. A principios del siglo XVII las obras de este nuevo viaje llegaban al puente de Zurradores —en la calle de Panaderos—. Para la llegada de estas aguas estaban programadas en la ciudad ocho fuentes pero solo pudieron dar curso a tres: fuente del Campo (segunda fuente), fuente Dorada y fuente de la Rinconada. Esta segunda fuente se situó frente al hospital de san Juan de Dios, según se salía de la puerta del Campo a la derecha. Ventura Pérez en su diario, cuando llega al año 1725 da noticia de ella:

... se acabaron de componer todas las fuentes y se mudó la fuente del Campo, que comúnmente llamaban de Argales, desde el frente del convento de san Juan de Dios al medio del Campo, frente al de Jesús y María.
Ventura Pérez

Según estas noticias la fuente se trasladó hasta la altura del convento de Jesús y María, lo que después fue la abertura de la calle de Colmenares. Dos años después, en 1727 este mismo autor hace otro comentario: «... la fuente que se ejecutó en el Campo Grande no puede correr por lo mal fabricada que se halla y hay gran falta de agua en aquel paraje.»
Lo poco que se sabe sobre el aspecto de esta segunda fuente es a través de Ventura Pérez y de algunos detalles que da el viajero Norberto Caino en 1755. Hay otra descripción detallada que se halla en una "Historia de Valladolid"  del siglo XVIII guardada en la biblioteca nacional y que dice:

... de allí reparte agua una hermosa fuente que está en medio del Campo Grande, que es de fábrica mui pulida, con quatro entradas cercadas de pilares con sus volas de Piedra y rejas de yerro, y en el medio una pilastra y sobre ella una copa mui espaziosa desde la que vierten quatro caños de metal bronze la que después de servir su hermosura de deleite al gusto aprobecha sus aguas para los vecinos de el Campo que quieren usar de ellos ...
Viajero del siglo XVIII

Esta fuente se desmontó en 1759 y sus materiales se llevaron al Prado de la Magdalena para fabricar un puentecillo sobre el río Esgueva. Las dos fuentes pueden verse muy esquematizadas en el plano de Ventura Seco de 1738.